# 後藤啓介 (サッカー選手)
後藤 啓介（ごとう けいすけ、2005年6月3日 - ）は、静岡県浜松市中央区出身のプロサッカー選手。ジュピラー・プロ・リーグ・シント＝トロイデンVV所属。ポジションはフォワード（FW）。
ジュビロ磐田における、クラブ史上最年少得点記録者（17歳260日、2024年現在）。

## 来歴

### ジュビロ磐田
ジュビロ磐田U-18在籍中の2022年、2種登録選手としてトップチームに登録された。この頃はセンターバックやボランチでもプレーし、どこでも起用できる超万能型になることを目標としていた。
7月20日、天皇杯4回戦の東京ヴェルディ1969戦で途中出場し、同じくU-18所属の伊藤猛志と共にトップチームデビューを果たした。
2023年シーズン、高校生ながらトップチームへ昇格した。2月18日に行われたJ2第1節・ファジアーノ岡山戦においてJリーグ初出場ながら2得点を挙げた。なお、高原直泰の持つクラブ最年少得点記録（18歳290日）を25年ぶりに更新し、クラブ史上最年少（17歳260日）でのゴールとなった。6月11日に行われたJ2第20節・ベガルタ仙台戦の出場により、通算試合出場時間が条件を満たしたため、プロA契約を締結。プロ1年目ながらリーグ戦33試合7得点の活躍で、チームのJ1昇格に貢献した。

### RSCアンデルレヒト
2023年11月28日、ジュピラー・プロ・リーグの名門RSCアンデルレヒトへ期限付き移籍することが発表された。移籍期間は2024年1月1日から1年間である。また、クラブ公式SNSにて背番号が42であることが判明した。なお、ジュビロのユースから昇格した選手の中で海外移籍が最速である。1月12日、セカンドチームにあたるRSCAフューチャーズに帯同し、ベルギー2部・第17節のKベールスホットVA戦でスタメンとしてデビュー。後半13分にPKを決めて移籍後初ゴールを挙げた。
2024年12月5日、アンデルレヒトへ完全移籍する事を発表した。2025年1月26日、KVメヘレン戦でトップチーム初ゴールを決めた。続く1月30日のホッフェンハイム戦ではELデビューを果たし、2試合連続ゴールを決めた。

### シント＝トロイデンVV
2025年8月7日、同リーグのシント＝トロイデンVVへの期限付き移籍加入が発表された。

## 所属クラブ
- カワイ体育教室サッカークラブ（浜松市立上島小学校）
- ジュビロ磐田U-15（浜松市立曳馬中学校）
- ジュビロ磐田U-18（磐田東高等学校）
  - 2022年  ジュビロ磐田（2種登録選手）
- 2023年 - 2024年  ジュビロ磐田
  - 2024年  RSCアンデルレヒト（期限付き移籍）
- 2025年 -  RSCアンデルレヒト
  - 2025年 -  シント＝トロイデンVV（期限付き移籍）

## 個人成績
| 国内大会個人成績 | 国内大会個人成績   | 国内大会個人成績 | 国内大会個人成績 | 国内大会個人成績 | 国内大会個人成績 | 国内大会個人成績 | 国内大会個人成績 | 国内大会個人成績 | 国内大会個人成績 | 国内大会個人成績 | 国内大会個人成績 |
| 年度             | クラブ             | 背番号           | リーグ           | リーグ戦         | リーグ戦         | リーグ杯         | リーグ杯         | オープン杯       | オープン杯       | 期間通算         | 期間通算         |
| 年度             | クラブ             | 背番号           | リーグ           | 出場             | 得点             | 出場             | 得点             | 出場             | 得点             | 出場             | 得点             |
| 日本             | 日本               | 日本             | 日本             | リーグ戦         | リーグ戦         | リーグ杯         | リーグ杯         | 天皇杯           | 天皇杯           | 期間通算         | 期間通算         |
| ---------------- | ------------------ | ---------------- | ---------------- | ---------------- | ---------------- | ---------------- | ---------------- | ---------------- | ---------------- | ---------------- | ---------------- |
| 2022             | 磐田               | 43               | J1               | 0                | 0                | 0                | 0                | 1                | 0                | 1                | 0                |
| 2023             | 磐田               | 42               | J2               | 33               | 7                | 5                | 0                | 1                | 0                | 39               | 7                |
| ベルギー         | ベルギー           | ベルギー         | ベルギー         | リーグ戦         | リーグ戦         | リーグ杯         | リーグ杯         | ベルギー杯       | ベルギー杯       | 期間通算         | 期間通算         |
| 2023-24          | アンデルレヒト     | 42               | ジュピラー       | 0                | 0                | -                | -                | 0                | 0                | 0                | 0                |
| 2024-25          | アンデルレヒト     | 42               | ジュピラー       | 6                | 1                | -                | -                | 1                | 0                | 7                | 1                |
| 2025-26          | シント＝トロイデン | 42               | ジュピラー       | 0                | 0                | -                | -                | 0                | 0                | 0                | 0                |
| 通算             | 日本               | 日本             | J1               | 0                | 0                | 0                | 0                | 1                | 0                | 1                | 0                |
| 通算             | 日本               | 日本             | J2               | 33               | 7                | 5                | 0                | 1                | 0                | 39               | 7                |
| 通算             | ベルギー           | ベルギー         | ジュピラー       | 6                | 1                | -                | -                | 1                | 0                | 7                | 1                |
| 総通算           | 総通算             | 総通算           | 総通算           | 39               | 8                | 5                | 0                | 3                | 0                | 47               | 8                |

- 2022年は2種登録選手として出場

| 2023-24 | RSCAフューチャーズ | 42       | 2部    | 14 | 6 | 14 | 6 |
| 2024-25 | RSCAフューチャーズ | 42       | 2部    | 2  | 2 | 2  | 2 |
| 通算    | ベルギー           | ベルギー | 2部    | 16 | 8 | 16 | 8 |
| 総通算  | 総通算             | 総通算   | 総通算 | 16 | 8 | 16 | 8 |

その他の公式戦
- 2025年
  - ベルギーリーグ・プレーオフ 1試合1得点

| 国際大会個人成績 | 国際大会個人成績 | 国際大会個人成績 | 国際大会個人成績 | 国際大会個人成績 |
| 年度             | クラブ           | 背番号           | 出場             | 得点             |
| UEFA EL          | UEFA EL          | UEFA EL          | UEFA EL          | UEFA EL          |
| ---------------- | ---------------- | ---------------- | ---------------- | ---------------- |
| 2024-25          | アンデルレヒト   | 42               | 2                | 1                |
| 通算             | UEFA             | UEFA             | 2                | 1                |

- 公式戦初出場 - 2022年7月20日 天皇杯4回戦・東京ヴェルディ戦
- Jリーグ初出場 - 2023年2月18日 J2第1節・ファジアーノ岡山戦（ヤマハスタジアム）
- Jリーグ初得点 - 2023年2月18日 J2第1節・ファジアーノ岡山戦（ヤマハスタジアム）

## 代表歴
- 2019年 U-15日本代表
- 2020年 U-16日本代表
- 2022年 U-17日本代表
- 2022年 U-18日本代表